# 佛羅里達 (烏拉圭)
佛羅里達（西班牙語：Florida）是烏拉圭的城市，也是佛羅里達省的首府，位於該國南部，距離首都蒙特維多90公里，始建於1809年4月24日，海拔高度70米，2004年人口32,128。

## 外部連結
- INE map of Ciudad de Florida （页面存档备份，存于）
- Centro Comercial e Industrial de Florida